# Asceles adspirans
Asceles adspirans är en insektsart som beskrevs av Ludwig Redtenbacher 1908. Asceles adspirans ingår i släktet Asceles och familjen Diapheromeridae. Inga underarter finns listade i Catalogue of Life.